# Морозов, Александр Сергеевич
Алекса́ндр Серге́евич Моро́зов (род. 20 марта 1948, Окница, Молдавская ССР, СССР) — советский и российский композитор-песенник, эстрадный певец. Заслуженный артист РСФСР (1989). Народный артист Российской Федерации (2004), Украины (2004) и Республики Молдова (2019).

## Биография
Обучался в Ленинградском спортивном техникуме, Педагогическом институте имени Герцена, Ленинградской консерватории (3 курса).
Первая песня была написана в 1968 — «Травы пахнут мятою». Исполнителем песни выступил болгарский певец Борис Гуджунов.
В 1980-е годы — художественный руководитель группы «Форум».
Основатель фирмы «Мороз рекордс» и один из создателей фирмы грамзаписи «General Records».
Женат. С 2002 года продюсер и жена — Парусникова Марина Алексеевна (их творческий дуэт носит название «Маэстро и Марина»). Имеет пятерых детей. Дочери — Александра и Дарья — певицы, работают в театре песни «Самородок». Старший сын Дмитрий шансонье; Иван — продюсер; младший — Максим.

## Творчество
За 50 лет творческой деятельности записал около 1500 песен. Среди них: «Малиновый звон», «Зорька алая», «Домик окнами в сад», «В горнице моей светло», «В краю магнолий», «Душа болит», «Любите, пока любится», «Камушки», «Фантазёр», «Мой голубь сизокрылый», «Папа, подари мне куклу» «Платье», «Блудный сын», «За кордон», «Улетели листья», «Белая ночь».
Свои произведения написал в соавторстве со многими поэтами, среди которых Глеб Горбовский, Анатолий Поперечный, Михаил Андреев, Леонид Дербенев, Игорь Кохановский, Сергей Романов, Юрий Паркаев, Виктор Гин, Евгений Муравьев. Многие произведения написаны на слова русского поэта Николая Рубцова. За вокальный цикл, написанный на стихи Николая Рубцова Морозов получил Всероссийскую литературную премию «Звезда полей». Руководит театром песни «Самородок».
Среди исполнителей песен Морозова: Николай Гнатюк, Иосиф Кобзон, Алла Пугачёва, Михаил Шуфутинский, София Ротару, братья Радченко, Виталий Белоножко, Валерий Леонтьев, Филипп Киркоров, Иво Бобул, Эдита Пьеха, Лев Лещенко, Надежда Бабкина, Вика Цыганова, Иван Попович, Николай Басков, Сергей Рогожин, Таисия Повалий, Лолита Милявская, Витас, Пелагея, Ярослав Евдокимов, Юлия Началова, Виктор Салтыков, Надежда Кадышева, Эдуард Хиль, Марина Капуро, Людмила Сенчина, Игорь Скляр, Сергей Захаров, Вахтанг Кикабидзе, братья Франконисы, Мария Пахоменко, Анатолий Королёв, Валентина Толкунова, Александр Кальянов, Екатерина Шаврина, Здравко Чолич, Лилия Сандулеса, Анна Герман, Маша Распутина, Вадим Мулерман, Ивица Шерфези, Гинтаре Яутакайте, Стахан Рахимов, Заур Тутов, Анастасия Минцковская и многие другие. Его песни исполняли такие популярные ВИА и группы: «Поющие гитары», «Самоцветы», «Форум», «Весёлые ребята», «Красные маки», «Ариэль», «Синяя птица», «Hi-Fi», «Вкус мёда», «Здравствуй, песня» и другие.
Александр Морозов — постоянный лауреат телевизионного песенного фестиваля в России — «Песня года», и «Шлягер року» на Украине. С 1987 по 1992 год постоянно жил и работал на Украине.
В 2004 году на авторском концерте в Кремле «Україна — ненька, матушка — Россия» Морозову были вручены два почётных звания — Народный артист Российской Федерации и Народный артист Украины.
За активный вклад в российскую культуру награждён орденом Николая Чудотворца «За приумножение добра на Земле».
Выпустил 15 авторских альбомов, в том числе инструментальных.
C 2002 года Александр Морозов работает, как певец и исполнитель своих песен, за это время состоялось более 500 сольных концертов по России и Украине.
Морозов является автором гимна города Сочи «Сочи — столица спорта!» В 2007 году он получил награду за вклад в развитие Сочи.
Открытие именной Звезды Народного артиста на площади Звезд у ГЦКЗ «Россия» состоялось 23 апреля 2004 года.
В 2017 году некоторые песни Александра Морозова были переведены на 5 языков – английский, итальянский, французский, испанский, греческий, и вошли в сольный альбом "Эталон" певца Максима Щербицкого. До этого песни композитора выходили только
на русском языке. Презентация альбома состоялась в Доме музыки.
6 апреля 2018 года в Государственном Кремлевском Дворце состоялся юбилейный творческий вечер, посвященный 70-летию Александра Морозова «В горнице моей светло», который прошел с участием звезд эстрады.
В настоящее время Александр Морозов гастролирует с сольными концертами по регионам России вместе со своей супругой и продюсером Мариной Парусниковой.

## Популярные песни А. Морозова

### На стихи А. Поперечного
- «Украина-ненька», исп. Иосиф Кобзон
- «Люди-звери» — исп. Николай Караченцов
- «Журавлик» — исп. Михаил Шуфутинский
- «Малиновый звон» — исп. Николай Гнатюк
- «Черноморская сторона» — исп. Иосиф Кобзон
- «Душа болит» — исп. Михаил Шуфутинский
- «Под окном смородина» — исп. Александр Морозов
- «Закодирована дверь» — исп. Виктор Салтыков (группа «Форум»)
- «От нас ничего не убавится» — исп. Михаил Шуфутинский
- «Лебеда» — исп. Александр Кальянов
- «Старый капитан» — исп. Иосиф Кобзон
- «Белые ставни» — исп. Николай Гнатюк
- «Территория любви» — исп. Лев Лещенко
- «Водовороты» — исп. Надежда Чепрага
- «Тёплые сумерки» — исп. Александр Морозов
- «Кольцо дорог» — исп. Филипп Киркоров
- «Дикие розы» — исп. Иосиф Кобзон
- «Чудотворная» — исп. Ярослав Евдокимов
- «Горлица и дятел» — исп. Екатерина Шаврина
- «По тихой воде» — исп. Сергей Захаров
- «А свадьба твоя продолжается» — исп. Сергей Захаров
- «Пора любви» — исп. Эдуард Хиль
- «Калины куст» — исп. Ярослав Евдокимов
- 1994 — «Зи-Зи», исп. Михаил Шуфутинский
- «Переклики» — исп. Николай Гнатюк
- «Женщины России» — исп. Иосиф Кобзон
- «Белочка» — исп. Александр Морозов
- «Шляпа чёрная» — исп. Михаил Шуфутинский
- «Окраина» — исп. Иосиф Кобзон
- «В лугах» — исп. Николай Гнатюк
- «Часовенка» — исп. Ярослав Евдокимов
- «Незамужняя» — исп. Надежда Чепрага
- «Ворожба» — исп. София Ротару
- «Падают яблоки» — исп. Иосиф Кобзон, Игорь Скляр
- «Такая ночь» — исп. Екатерина Шаврина
- «Голосок» — исп. Александр Кальянов
- «Проводница» — исп. Михаил Шуфутинский
- «Время» — исп. Лев Лещенко
- «По дороге в светлую обитель» — исп. Валерий Леонтьев
- «Маменька» — исп. Марина Капуро
- «Севастополь» — исп. Иосиф Кобзон
- «Домик окнами в сад» — исп. Николай и Сергей Радченко
- «Одинокий волк» — исп. Михаил Евдокимов, Александр Морозов
- «Белая грива» — исп. Сергей Захаров
- «Разменяйте» — исп. Михаил Шуфутинский
- «Пропади ты пропадом» — исп. Лилия Сандулеса
- «Года бегут» — исп. Лев Лещенко
- «Именины сердца» — исп. Александр Морозов
- «За Дунаем» — исп. Ярослав Евдокимов
- «Рано помирать» — исп. Иосиф Кобзон
- 1995 — «А ты себя побереги», исп. Михаил Шуфутинский
- «Силы небесные» — исп. Игорь Наджиев

### На стихи других авторов
- «Улетели листья» (Н. Рубцов) — исп. Виктор Салтыков (группа «Форум»), София Ротару, Витас.
- «Белая ночь» (С. Романов) — исп. Виктор Салтыков (группа «Форум»).
- «Зорька алая» (В. Гин) — исп. Альгимантас и Вольдемарас Фронконисы, Александр Морозов, Николай Гнатюк, братья Радченко
- «Уходят праздные друзья» (Г. Горбовский) — исп. Вахтанг Кикабидзе
- «Лишь бы мама моя жила» (Л. Дербенёв) — исп. Александр Морозов
- «Встречай меня» (И. Кохановский) — исп. ВИА «Красные маки»
- «Большак» (Н. Рубцов) — исп. Сергей Захаров
- 1989 — «Фантазёр» (С. Романов), исп. Ярослав Евдокимов
- «Последний мост» (Лариса Рубальская) — исп. София Ротару
- «А день-то какой» (М. Рябинин) — исп. Эдуард Хиль
- «В горнице» (Н. Рубцов) — исп. Марина Капуро, Гинтаре Яутакайте, Эдуард Хиль, Татьяна Буланова, Пелагея
- «В серый вечер дождевой» (Г. Горбовский) — исп. Вахтанг Кикабидзе, Валерий Леонтьев
- «Ночной пляж» (И. Кохановский) — исп. ВИА «Красные маки»
- «А жизнь продолжается» (М. Рябинин) — исп. Эдита Пьеха
- «БАМ» (В. Гин) — исп. Эдуард Хиль
- «В краю магнолий» (Ю. Марцинкевич) — исп. ВИА «Ариэль»
- «А свадьба твоя продолжается» (Р. Рождественский) — исп. Сергей Захаров
- «Всё в порядке» (М. Рябинин) — исп. Лев Барашков, Эдуард Хиль
- «Трудно расстаться» (И. Кохановский) — исп. ВИА «Красные маки»
- «Вторая молодость» (М. Рябинин) — исп. Валентина Толкунова, Владимир Трошин
- «Кукла» или «Папа, подари мне куклу» (Г. Горбовский) — исп. Людмила Барыкина (ВИА «Весёлые ребята»)
- «Птица в клетке» (С.Романов) — исп. Валерий Леонтьев
- «Край родной»(«Буду помнить») — исп. Валерий Леонтьев
- «Завтра» — исп. Эдита Пьеха
- «Нижегородская лирическая» (Ю. Паркаев) — исп. Александр Морозов
- «Потёмкинская лестница» (Ю. Паркаев) — исп. ВИА «Форум» (солист — Сергей Рогожин)
- Всё повторяется»(Ю. Паркаев) — исп. Иосиф Кобзон
- На пароходе»(Ю. Паркаев) — исп. Иосиф Кобзон
- Последние листья(Ю. Паркаев) — исп. Иосиф Кобзон
- Не волнуйся, мама (Ю. Погорельский)[4]
- 1994 — «Пташечка моя» (Л. Дербенёв), исп. Филипп Киркоров
- 1996 — «Иллюзия» (Н. Зиновьев), исп. Михаил Шуфутинский и дуэт «Вкус мёда»
- 1996 — «Серьёзный разговор» (Ю. Паркаев), исп. дуэт «Вкус мёда»
- "Мой потерянный мальчик" (С.Романов), исп. София Ротару
- 1991 - «Платье» (Н. Зиновьев) - исп. Иосиф Кобзон

## Награды и премии
- Народный артист Российской Федерации (7 февраля 2004 года) — за большие заслуги в области искусства[5].
- Заслуженный артист РСФСР (31 июля 1989 года) — за заслуги в области советского искусства[6].
- Народный артист Украины (19 марта 2004 года) — за весомый личный вклад в развитие культурно-художественных взаимосвязей между Украиной и Российской Федерацией, многолетнюю плодотворную творческую деятельность[7].
- Народный артист Молдавии (27 марта 2019 года) — за особые заслуги в развитии и пропаганде музыкального искусства, вклад в укрепление молдо-российских культурных связей и выдающиеся успехи в творческой деятельности[8].
- Мастер искусств Молдавии (20 марта 2003 года) — в знак признания особых заслуг в развитии музыкального искусства, за значительный вклад в укрепление дружбы, сотрудничества и культурных связей между народами Российской Федерации и Республики Молдова [9].
- Премия Ленинского комсомола (1983) — за песни о молодёжи и комсомоле.
- Орден Николая Чудотворца (2001) — за преумножение добра на Земле.
- Орден Петра Великого (2004, 2006) — за укрепление Государства Российского.